# 若森京子
若森 京子（わかもり きょうこ、1937年（昭和12年）3月12日 - ）は、日本の俳人。

## 人物
神戸市生まれ、兵庫県三田市在住。「渦」（赤尾兜子元主宰）元同人。「海程」（金子兜太主宰死去により主宰空席）、「船団」（坪内稔典代表）のそれぞれ同人。現代俳句協会会員。毎日新聞兵庫県版俳句選者。

## 句集
- 「繍（ぬいとり）」（1983年8月、端溪社）
- 「山繭」（1989年）
- 「藍游（らんゆう）」（1997年5月、花神社）
- 「韓藍（からあい）」（2002年7月、花神社）
- 「藍衣」（文學の森）
- 「箪笥」（2014年5月、文學の森）
- 「蠟梅」（2020年12月、文學の森）